# 内外転
内外転（ないがいてん）すなわち内転（ないてん）と外転（がいてん）とは中国語の伝統的な音韻学の用語であり、等韻図の各図はこのどちらかに属する。十六摂のそれぞれは内転か外転かのどちらかに属し、通常は音節主母音の種類の違いを意味していると解釈されているが、その意味するところは完全には判明していない。
日本漢字音においては「ア」「エ」がだいたい外転、「イ」「オ」「ウ」がだいたい内転である。

## 概要
十六摂のそれぞれを内転か外転かで分けると下の図のようになる（文献によって多少の違いがある）。
| 内転 | 通 | 止 | 遇 | 果 | 宕 | 曽 | 流 | 深 |
| 外転 | 江 | 蟹 | 臻 | 山 | 效 | 仮 | 梗 | 咸 |

内転・外転の意味を言語学的に解釈したものには主に2つの説がある。
1. 内転は主母音が狭く（/ə/ など）、外転は広い（/a/ など）とするもの[1]。
2. 内転は主母音が短くて弱く、韻尾が長く強い。外転はその逆とするもの[2]。

主母音の /a/ と /ə/ の対立は現代中国語の韻母の体系にもはっきりあらわれており、この意味で内転と外転の区別は重要な概念である。
ただし、この言語学的な説明には問題点があり、臻摂（/ən/）が外転、果摂（/ɑ/）と宕摂（/ɑŋ/）が内転であるという事実を説明できないため、本来の韻図作者の意図はこれとは別であったのかもしれない。
内外転を宗教的に解釈したのは、石井望である。石井よれば韻鏡は曼荼羅であり、最内のアから内のイ、ウと、外のエ、オとを経て、最外のアイ、アウに至る。この法則は和字五十音にも適用されているという。

## 関連文献
- 頼惟勤、中古の内・外 『中国語学』 1958年 1958巻 72号 p.11-13_1, doi:10.7131/chuugokugogaku.1958.72_11
- 賴惟勤『中国音韻論集』汲古書院〈賴惟勤著作集 I〉、1989年。

「内転・外転について」・「中古中国語の内・外について」を含む
- 遠藤光暁「三つの内外転」『中国音韻学論集』白帝社、2001年、121-137頁。
- 韻鏡内外轉決疑　いしゐ のぞむ　長崎綜合科學大學紀要 46-2 2006　　https://cir.nii.ac.jp/crid/1050564287421043840
- 倭字内外轉札記　いしゐのぞむ　長崎総合科学大学紀要 47 (1), 2007　 https://cir.nii.ac.jp/crid/1050845762397650944